# Jacob Brown (Offizier)

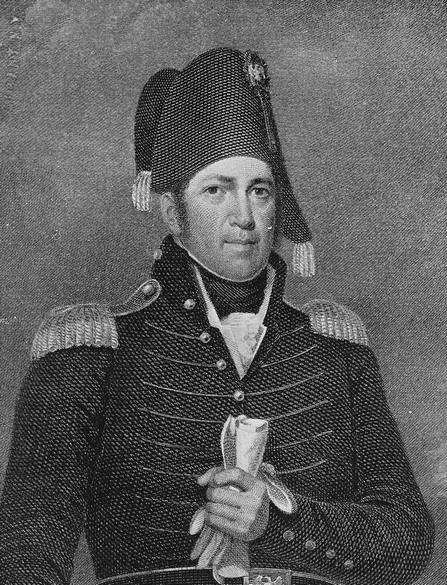
Jacob Brown

Jacob Jennings Brown (* 9. Mai 1775 in Bucks County; † 24. Februar 1828 in Washington, D.C.) war ein amerikanischer Armeeoffizier im Britisch-Amerikanischen Krieg von 1812 bis 1814. Er war an der Nordgrenze der USA aktiv. 1821 wurde er zum Commanding General of the United States Army ernannt. Diesen Posten behielt er bis zu seinem Tode.

## Leben
1807 wurde Brown Befehlshaber des 108. Regiments der New Yorker Miliz. Vier Jahre später wurde er zum Brigadegeneral, ein Posten, den er bei Kriegsausbruch 1812 noch innehatte. Obwohl er den Krieg ablehnte, organisierte er Verteidigungsstellungen in der Region der Großen Seen. Am 29. Mai 1813 besiegten Truppen unter Browns Kommando die Engländer, woraufhin er zum Brigadegeneral der regulären Armee ernannt wurde. 1814 eroberte er Fort Erie in Ontario und siegte bei der Schlacht bei Chippewa. Später wurde er verwundet.
Im November 1814 autorisierte der Kongress der Vereinigten Staaten die Verleihung der Congressional Gold Medal an Brown.
Nach ihm sind
- Brown County in Illinois
- Brown County in Indiana
- Brown County in Ohio
- Brown County in Wisconsin

benannt.